# 1972 en Colombie-Britannique
Chronologie de la Colombie-Britannique
- 1968
- 1969
- 1970
- 1971
- 1972
- 1973
- 1974
- 1975
- 1976

Cette page concerne des événements qui se sont produits durant l'année 1972 dans la province canadienne de Colombie-Britannique.

## Politique
- Premier ministre : W.A.C. Bennett puis Dave Barrett.
- Chef de l'Opposition :  Dave Barrett du Nouveau Parti démocratique de la Colombie-Britannique puis W.A.C. Bennett du Parti Crédit social de la Colombie-Britannique
- Lieutenant-gouverneur : John Robert Nicholson
- Législature :

## Événements
- Établissement de House of Bread Monastery à Nanaimo en Colombie-Britannique.
- Mise en service :
  - du  Mission Bridge , pont routier en acier de 1 126 mètres de longueur qui franchit le Fraser à Mission (Colombie-Britannique)[1].
  - à Princeton du  pont-pipeline de Similkameen  d'une longueur de 290 mètres et qui surplombe la fond de la vallée de 128 mètres[2].

## Naissances

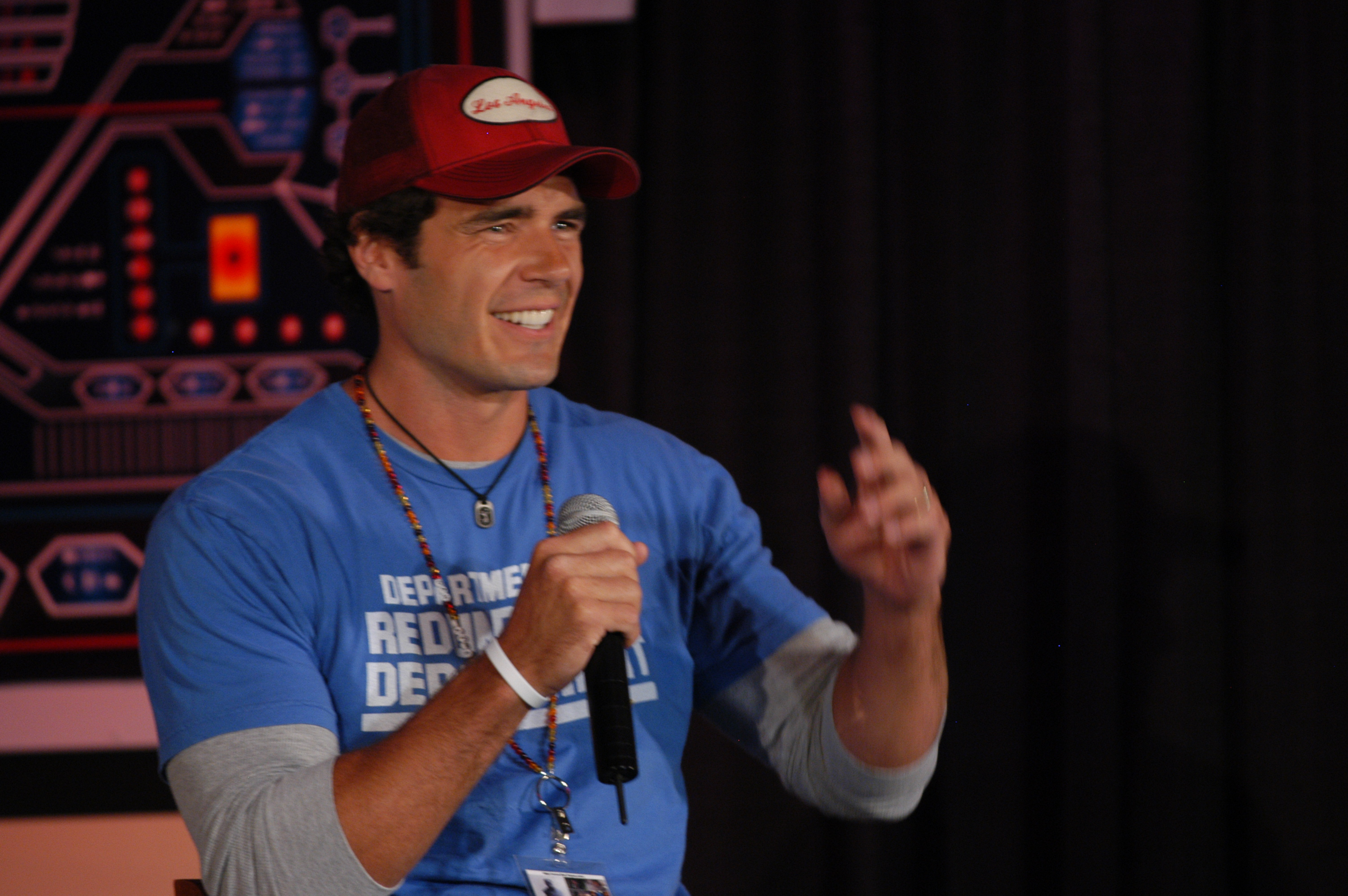
Dan Payne lors de la convention Gatecon à Vancouver en juillet 2005.

- Janet Kidder, actrice canadienne née en 1972 à Toronto (Canada)[3],[4] ou à Cranbrook[5] (Colombie-Britannique) selon les sources. Elle est la nièce de Margot Kidder

- 1er avril à Burnaby : Darren McCarty, joueur professionnel de hockey sur glace ayant joué en LNH pour les Red Winds de Détroit et les Flames de Calgary en Ligue nationale de hockey.

- 11 mai à Sechelt : Aaron Pearl, acteur canadien.

- 19 juin à Abbotsford (Colombie-Britannique) : Anna Magdalene Van der Kamp, rameuse canadienne .

- 4 août à Victoria : Dan Payne, acteur canadien né en Colombie-Britannique (Canada).

- 4 septembre : Françoise Yip, actrice.

- 24 décembre  à Burnaby : Carmen Moore, actrice canadienne de cinéma et de télévision.